# Chapelle des Pénitents Noirs (Carpentras)

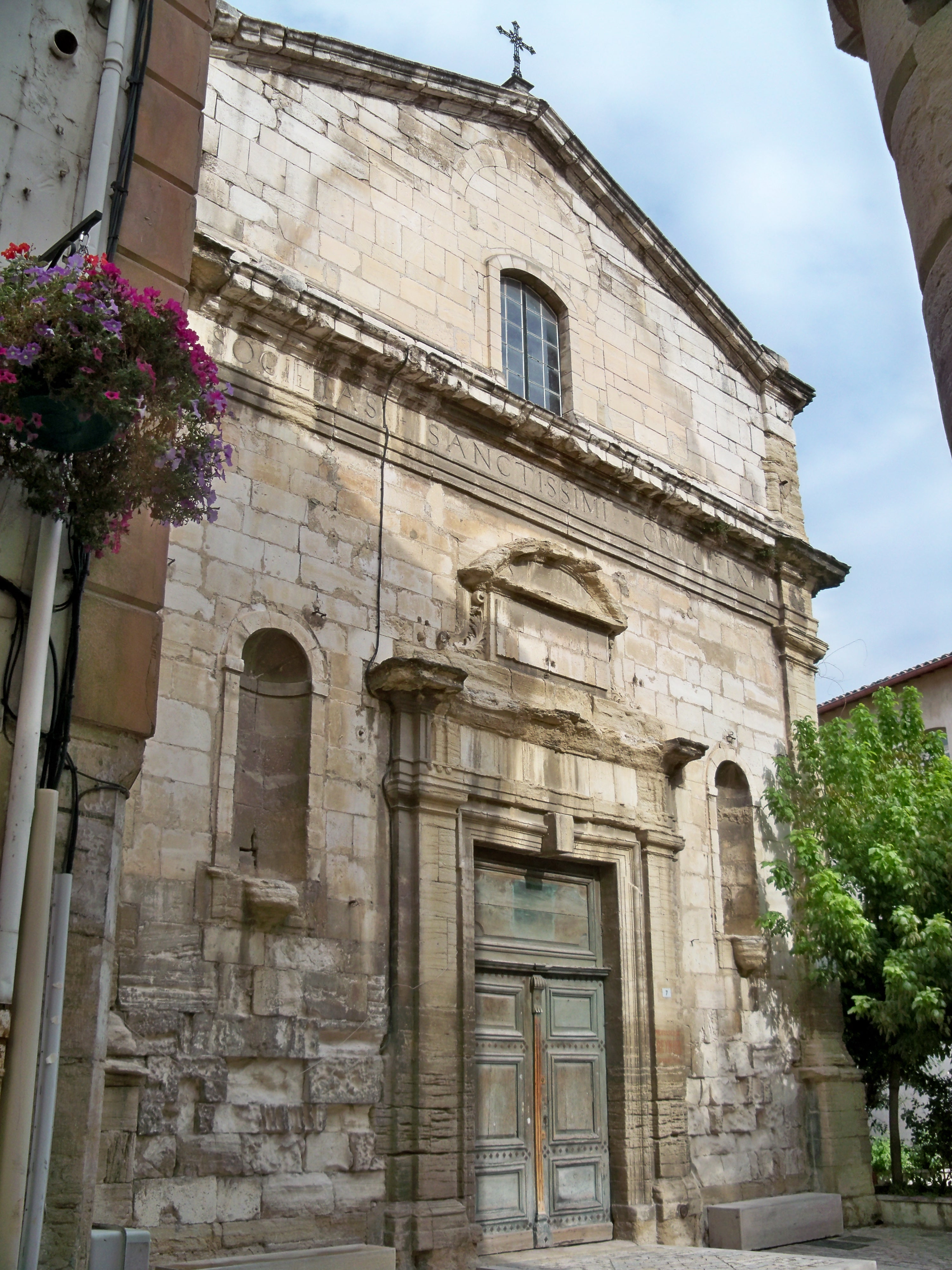
Chapelle des Pénitents Noirs

Die Chapelle des Pénitents Noirs (deutsch Kapelle der Schwarzen Büßer) oder Chapelle du Très-Saint-Crucifix ist eine Kapelle in der französischen Stadt Carpentras. Sie ist seit 1997 in der französischen Denkmalliste als Monument historique eingetragen.

## Geschichte
Eine erste, 1317 gegründete Bruderschaft nahm einen Saal im Dominikanerkloster ein. 1511 nahm sie den Namen „Bruderschaft der Schwarzen Büßer“ an und verzeichnete einen großen Aufschwung, als sie am 14. Mai 1593 der Erzbruderschaft vom Allerheiligsten Kruzifix (Très-Saint-Crucifix) in Rom angeschlossen wurde.
Neben ihren Andachtpredigten bestand ihre Haupttätigkeit in der Betreuung Gefangener und ihrer Familien, Besuchen von armen Kranken und nach 1597 der Befreiung eines zum Tode Verurteilten einmal im Jahr.
Nachdem die Bruderschaft einige Jahre lang die Kapelle der Grauen Büßer nutzte, ließ sie zwischen 1738 und 1741 dann eine eigene Kapelle nach einem Plan des Architekten Antoine d’Allemand aus Carpentras errichten.

## Beschreibung
Das einschiffige Gebäude im klassizistischen Stil verfügt über Seitenkapellen, die zwischen den das Kirchenschiff stützenden Strebepfeilern platziert sind. Eine Besonderheit stellt das Pendentifgewölbe dar, das in keinem anderen modernen Sakralbau in Carpentras vorkommt.
Außen ist nur die sorgfältig komponierte Fassade sichtbar, die möglicherweise von der Jesuitenkapelle inspiriert wurde. Die von Pilastern eingerahmte Fassade aus Quaderstein erstreckt sich auf zwei Ebenen, die durch ein Gesims getrennt sind. Zwischen zwei schmalen, tiefen Nischen wird das Portal von einer rechteckigen, mit Palmblättern eingerahmten Tafel überragt und von einem Rundgiebel gekrönt.